# Librairie de sauvegarde

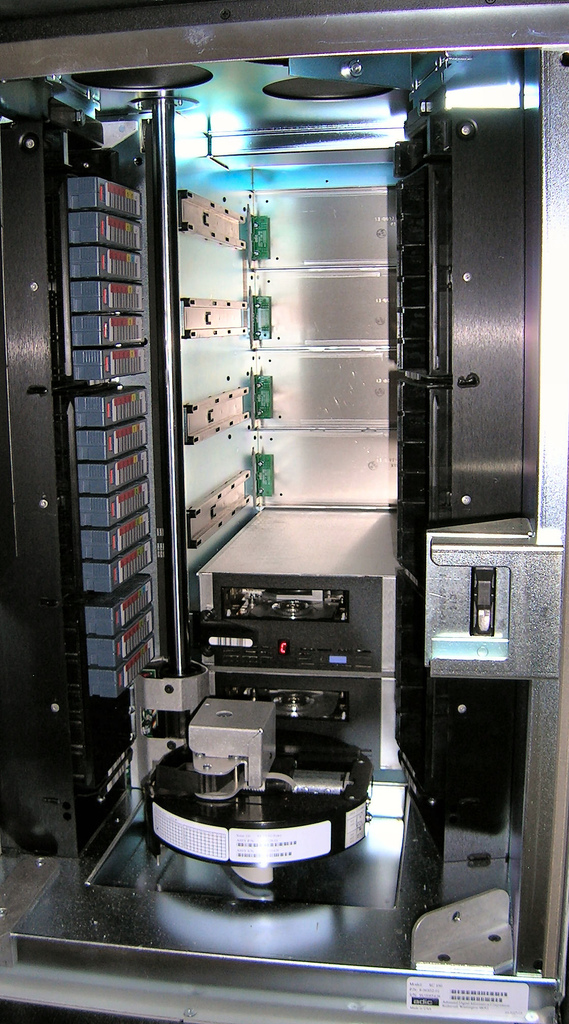
Intérieur d'une librairie ADIC Scalar 100

Une librairie de sauvegarde ou bibliothèque de sauvegarde (appelé parfois « silo de sauvegarde », « robot de sauvegarde », « jukebox » ou « autoloader »), ou encore TLD (tape library device) est un équipement utilisé dans les centres de traitement informatique pour automatiser la manipulation de bandes magnétiques lors de sauvegarde ou restauration de données.
Une librairie est généralement composée d'un bras mécanique muni d'une pince, permettant de saisir une cartouche de sauvegarde et de l'insérer dans un lecteur/dérouleur. Suivant les modèles, la capacité varie de quelques centaines de gigaoctets jusqu'à plusieurs dizaines de téraoctets.
Dans certains modèle de grande capacité, le bras mécanique peut atteindre une vitesse en déplacement horizontal/vertical d'environ 300 km/h. Certains modèles sont équipés de plusieurs bras mécanique, et sont donc accompagné de systèmes dit "passe-plats" pour échanger les bandes magnétiques entre les différentes zones.
Une librairie est aussi équipée d'un panier de chargement, pour faire entrer ou sortir des bandes magnétiques. Ce panier de chargement peut être d'une capacité d'une cartouche jusqu’à beaucoup plus. Certaines librairies contiennent plusieurs paniers de chargement afin de faciliter les opérations d'entrées et de sorties de bandes. Une librairie peut être alimentée en bandes directement en utilisant les portes de maintenance mais ce n'est pas conseillé, car cette action verrouille les bras mécaniques de déplacement de bande et empêche tout nouveau chargement ou déchargement  de bande magnétique dans un lecteur.
Une librairie de sauvegarde, peut-être transformée en librairie d'archivage si elle contient des bandes magnétiques de type WORM.
Une librairie peut-être partagée par plusieurs environnement (monde ouvert et mainframe) au moyen de couches logicielles comme l'ACSLS de chez Sun microsystem.

## Différents types
Il existe différents types de librairies, dont les caractéristiques principales sont le nombre de "slots" (ou emplacements), le nombre de lecteurs, et la capacité de stockage. Le type de connectique est aussi un facteur important au niveau du coût et des performances. Les librairies peuvent être en attachement direct SCSI, en iSCSI mais généralement elles sont accédées par l'intermédiaire d'un Réseau de stockage SAN. Pour faciliter et fiabiliser l'identification des médias, ceux-ci sont en général équipés de code-barres.

## Principaux constructeurs
- StorageTek (racheté par Sun en 2005, lui-même racheté par Oracle Corporation en 2009)
- Hewlett-Packard
- IBM
- Dell
- Quantum Corporation
- Overland
- ADIC

## Galerie

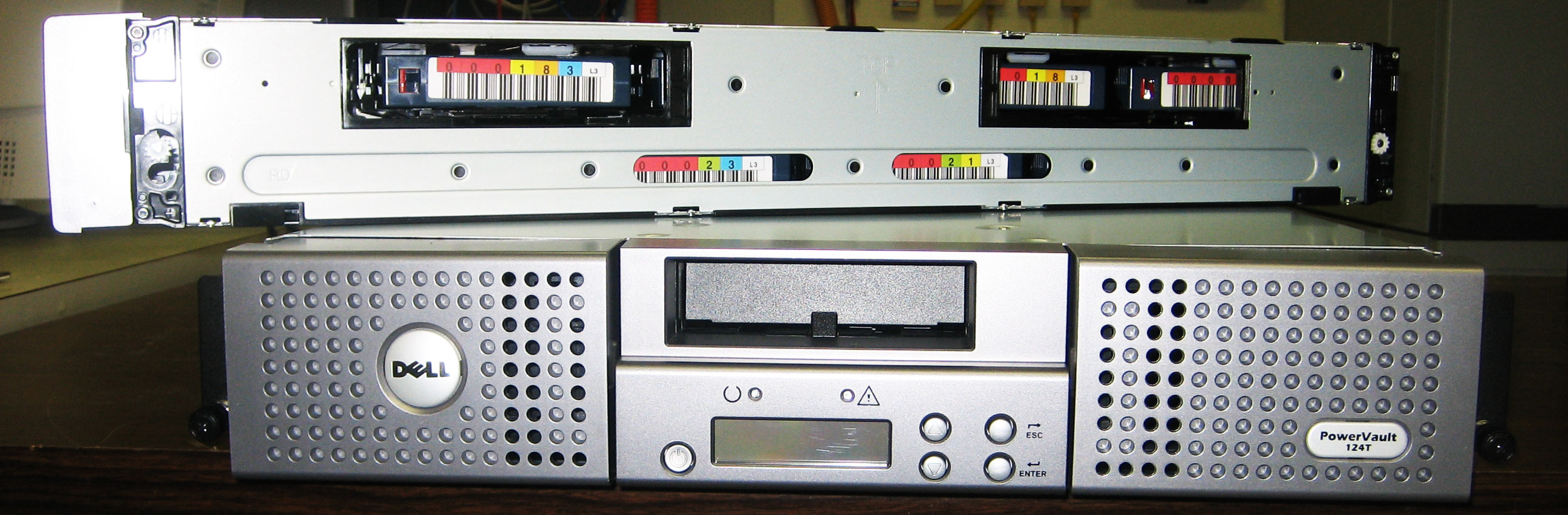
Powervault Dell équipé de LTO-3
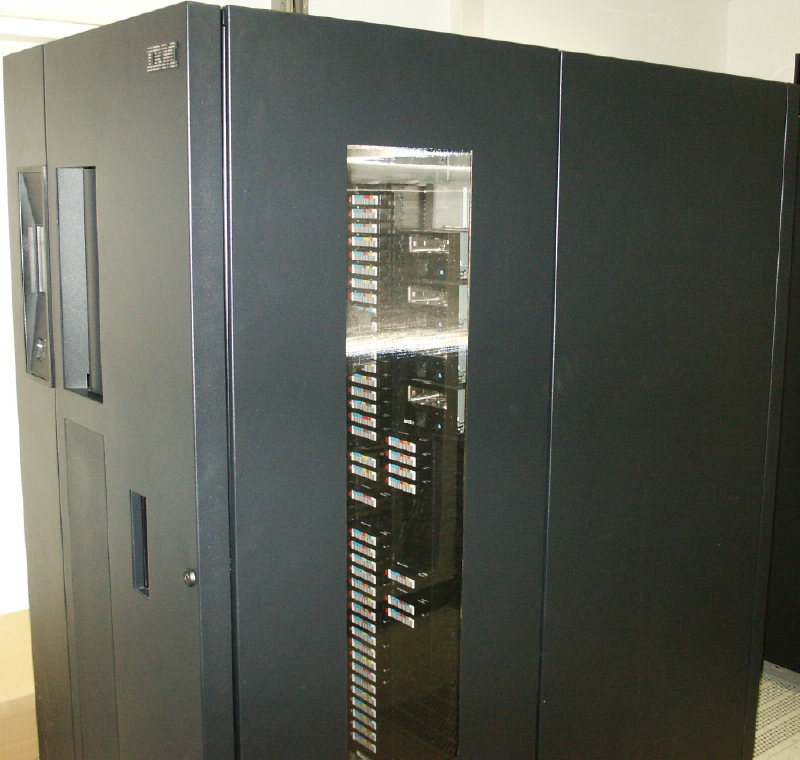
Une librairie IBM 3584
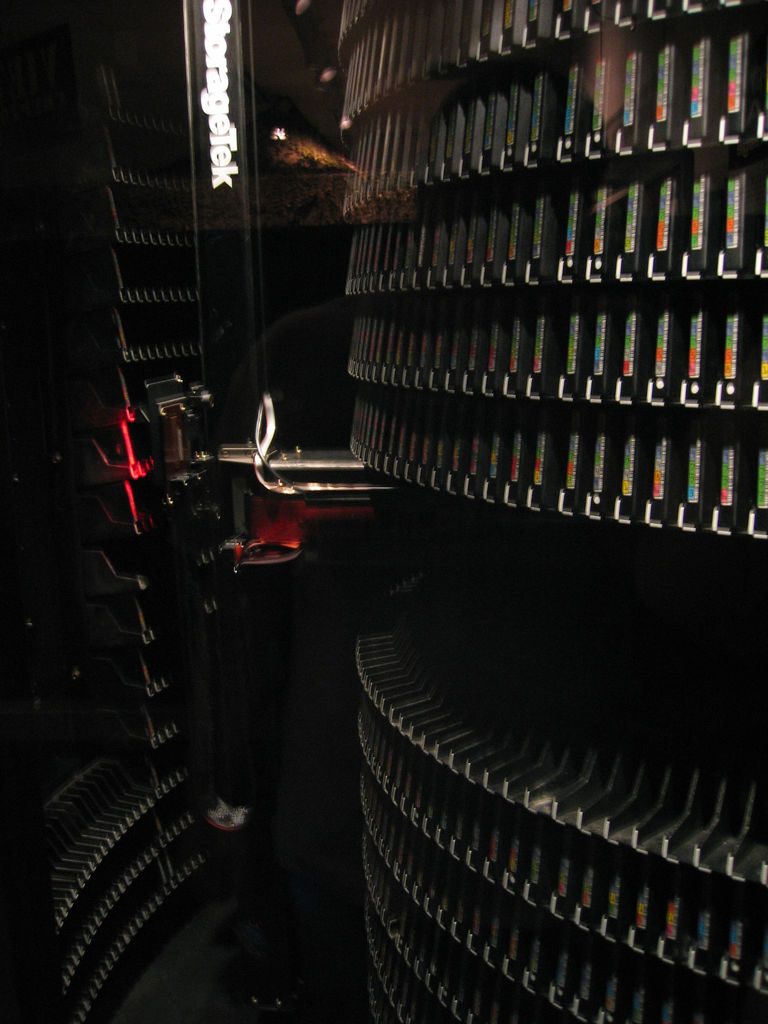
Intérieur d'une librairie Storagetek Powderhorn
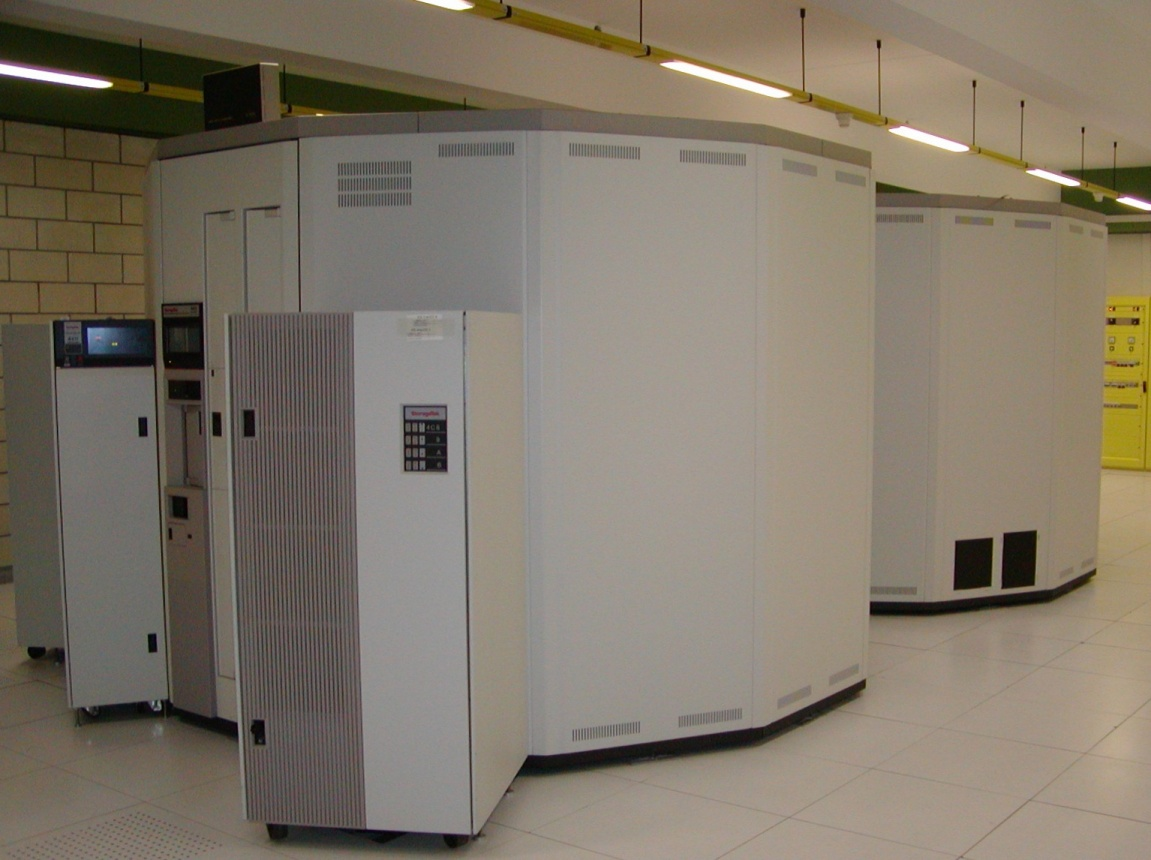
Extérieur d'une librairie Storagetek